# Hotel Algonquin
L'Hotel Algonquin è un albergo in stile liberty di New York (Stati Uniti d'America) nel centro del borough di Manhattan. Si trova sulla Quarantaquattresima Ovest, tra la Quinta e la Sesta Strada.

## Storia
Il proprietario era Frank Case. Dal 1919 il ristorante dell'albergo divenne il luogo di ritrovo abituale di un gruppo d'intellettuali noto come "Tavola Rotonda dell'Algonquin" (Algonquin Round Table). Tra di essi i più famosi erano Dorothy Parker, Alexander Woollcott, George S. Kaufman, Robert Benchley, Marc Connelly, Robert E. Sherwood, Heywood Broun, Neysa McMein, Jane Grant, Ruth Hale, Deems Taylor ed Edna Ferber. Il gruppo si riunì in quel posto per una decina d'anni.
Nel 1996 l'Associazione americana "Amici delle Biblioteche" donò una targa ricordo posta all'Algonquin, che riporta una citazione del critico teatrale Brooks Atkinson: 
L'albergo ha subito due ristrutturazioni nel suo primo secolo di vita: la prima risale a quando gli eredi di Case lo vendettero, la seconda è del 1998. Un'ulteriore ristrutturazione, costata 8 milioni di dollari è del 2004]. Le ristrutturazioni hanno ammodernato lo stabile.
L'albergo è stato venduto nel 2005 per una cifra dichiarata di 74 milioni di dollari.
In autunno l'hotel ospita la rassegna letteraria Parkerfest, patrocinata dalla Dorothy Parker Society.

## L'hotel Algonquin nel cinema
Il film Mrs. Parker e il circolo vizioso (Mrs. Parker and the Vicious Circle, 1994) tratta il gruppo che si riuniva negli anni venti all'Algonquin. Il soggetto del film è tratto dal romanzo The Vicious Circle (1950) scritto dalla figlia di Frank Case, Margaret.